# Manilská zátoka

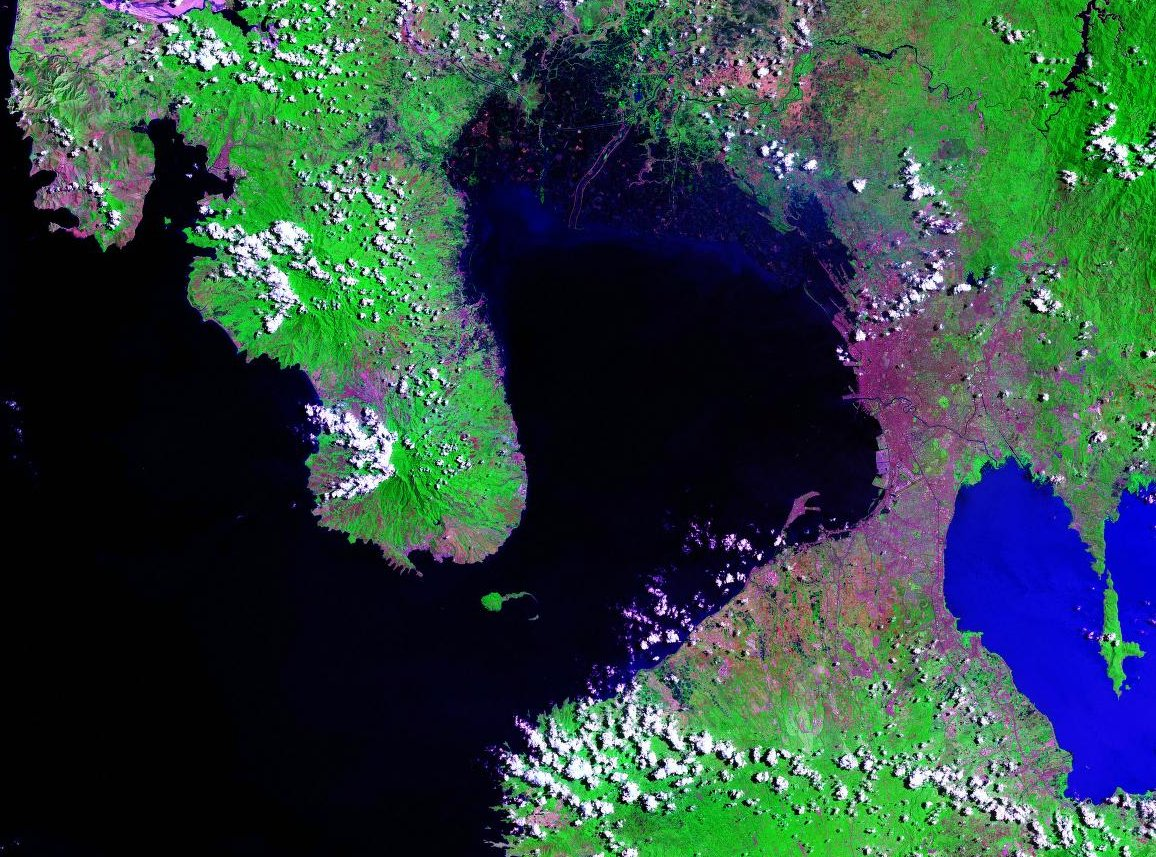
Pohled na Manilskou zátoku z vesmíru

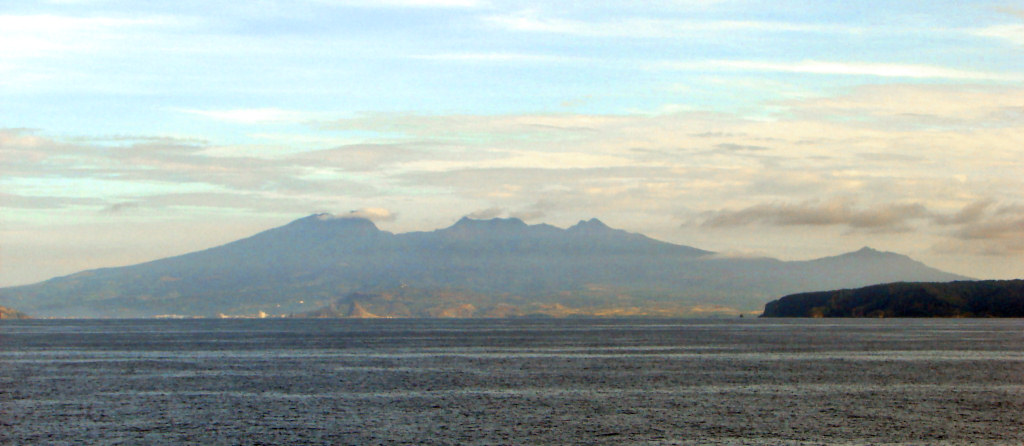
Hory na poloostrově Bataan na západě Manilské zátoky

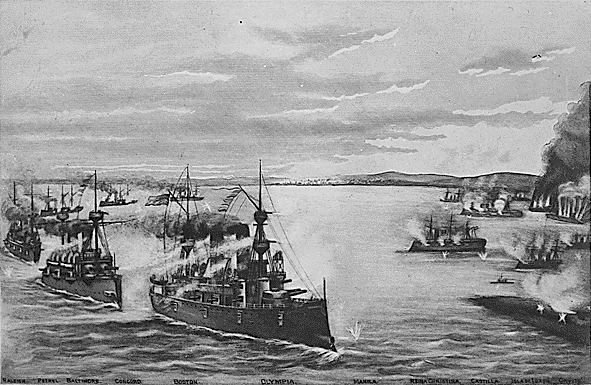
Bitva v Manilské zátoce na litografii z roku 1899

Manilská zátoka (anglicky: Manila Bay, tagalog: Look ng Maynila) se nachází na západě největšího filipínského ostrova Luzonu. Zátoka je považována za jeden z nejlepších přístavů Jihovýchodní Asie. Její rozloha je 1994 km2 a délka pobřeží je 190 km. Od severu k jihu má zátoka v nejširším místě 48 kilometrů.
Na jihozápadě se nachází 19 kilometrů široký průliv, který zátoku spojuje s Jihočínským mořem. V průlivu se nachází několik ostrovů, které byly opevněny (jména pevností v závorce) a střežily vjezd do Manilské zátoky. V severní části průlivu se nachází ostrov Corregidor (Fort Mills) spolu s menším Caballo (Fort Hughes). V jižní části průlivu se nacházejí ostrovy El Fraile (Fort Drum) a Carabao (Fort Frank).
Poloostrov Bataan (s přístavem Mariveles) severně od Corregidoru tvoří západní pobřeží Manilské zátoky. Na východní straně zátoky se nachází Manila a manilský přístav. Na jižní straně zátoky jihozápadně od Manily se nachází Sangley Point, kde se dříve nacházela americká námořní základna Cavite.
Manilská zátoka se 1. května 1898 stala dějištěm první velké námořní bitvy španělsko–americké války, během které se Američanům podařilo zničit španělskou pacifickou eskadru. V prosinci 1941 a počátkem 1942 probíhaly v Manilské zátoce a jejím okolí boje v souvislosti s japonskou invazí, které ukončila bitva o Corregidor.
Největším přítokem je řeka Pampanga, ze které pochází 49% sladké vody přitékající do zálivu.